# Finská pohraniční stráž
Finská pohraniční stráž (finsky: Rajavartiolaitos, RVL) je agentura podřízená ministerstvu vnitra. Mezi její úkoly patří pozemních i námořních hranic, kontrola pohybu osob (hranice, přístavy, letiště apod.), ochrana výsostných vod Finska, kontrola námořní plavby, přeshraniční kriminalita (pašování, pašování lidi apod.), mise SAR a od roku 2019 též kontrola mořského znečištění. Pohraniční stráž spolupracuje s Evropskou agenturou pro pohraniční a pobřežní stráž (FRONTEX). Velitelství stráže je v Helsinkách. Na moři pohraniční stráž spolupracuje s Finským námořnictvem, Finskou agenturou pro dopravu a komunikace a dalšími institucemi. V dalších případech spolupracuje například s policií a celníky. V roce 2024 pohraniční stráž provozovala tři hlídkové lodě, dvanáct vrtulníků a dva hlídkové letouny.

## Historie
V prosinci 2024 se pohraniční stráž podílela na zásahu po přerušení podmořského energetického kabelu Estlink 2. Kabel byl přerušen 25. prosince 2024 ve 12:26. Hlídková loď Turva následně zadržela ropný tanker Eagle S (typ Panamax), plující z Petrohradu do Egypta. Tanker je součástí ruské stínové flotily, která má za úkol vyvážet ropné produkty i přes západní sankce. Druhý den byl tanker obsazen a přesunut do finských vod. Incident byl vyšetřován jako sabotáž.

## Složení

### Plavidla
- Turva – oceánská hlídková loď

- Třída Tursas – hlídková loď
  - Tursas
  - Uisko

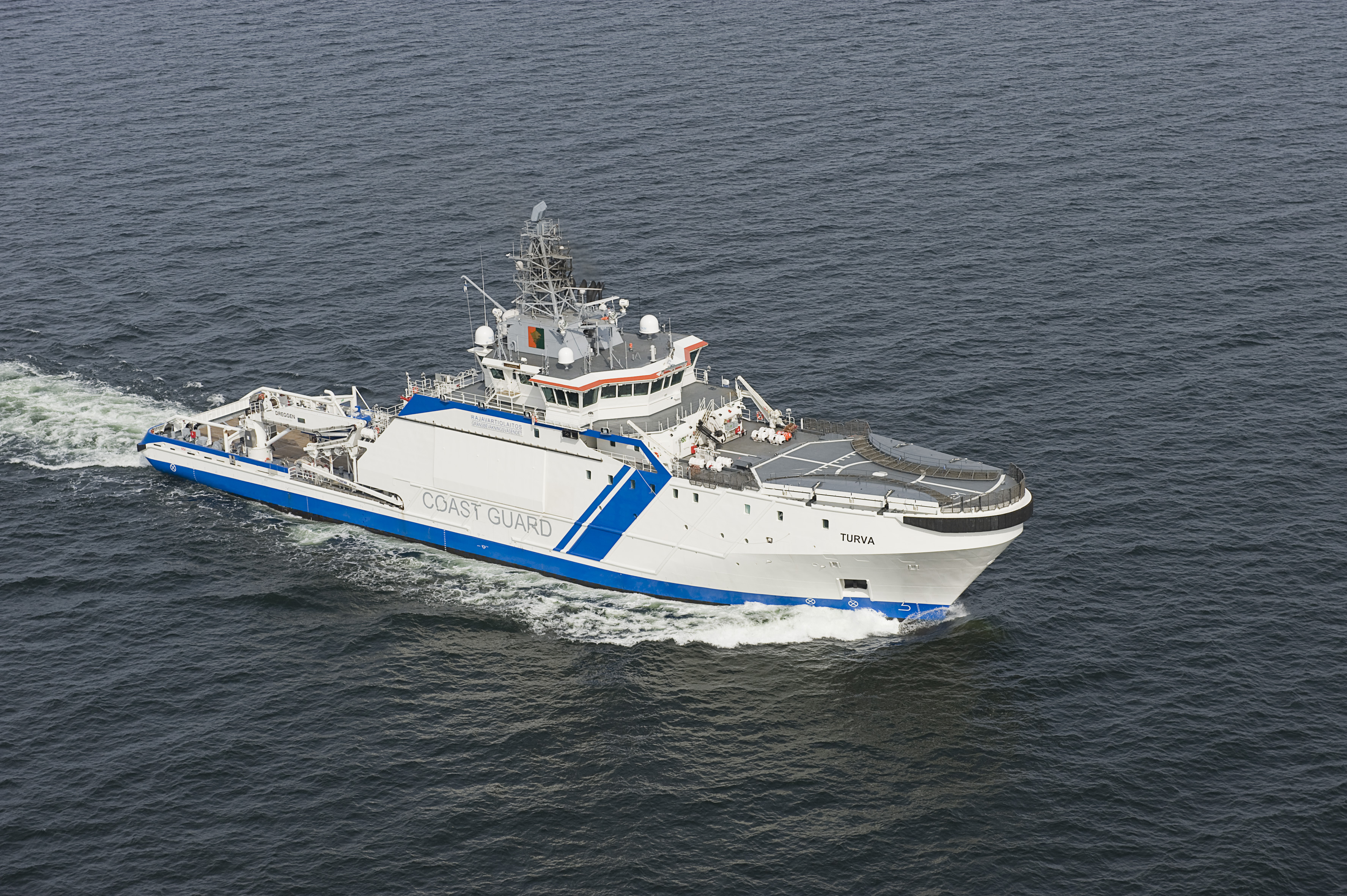
Oceánská hlídková loď Turva

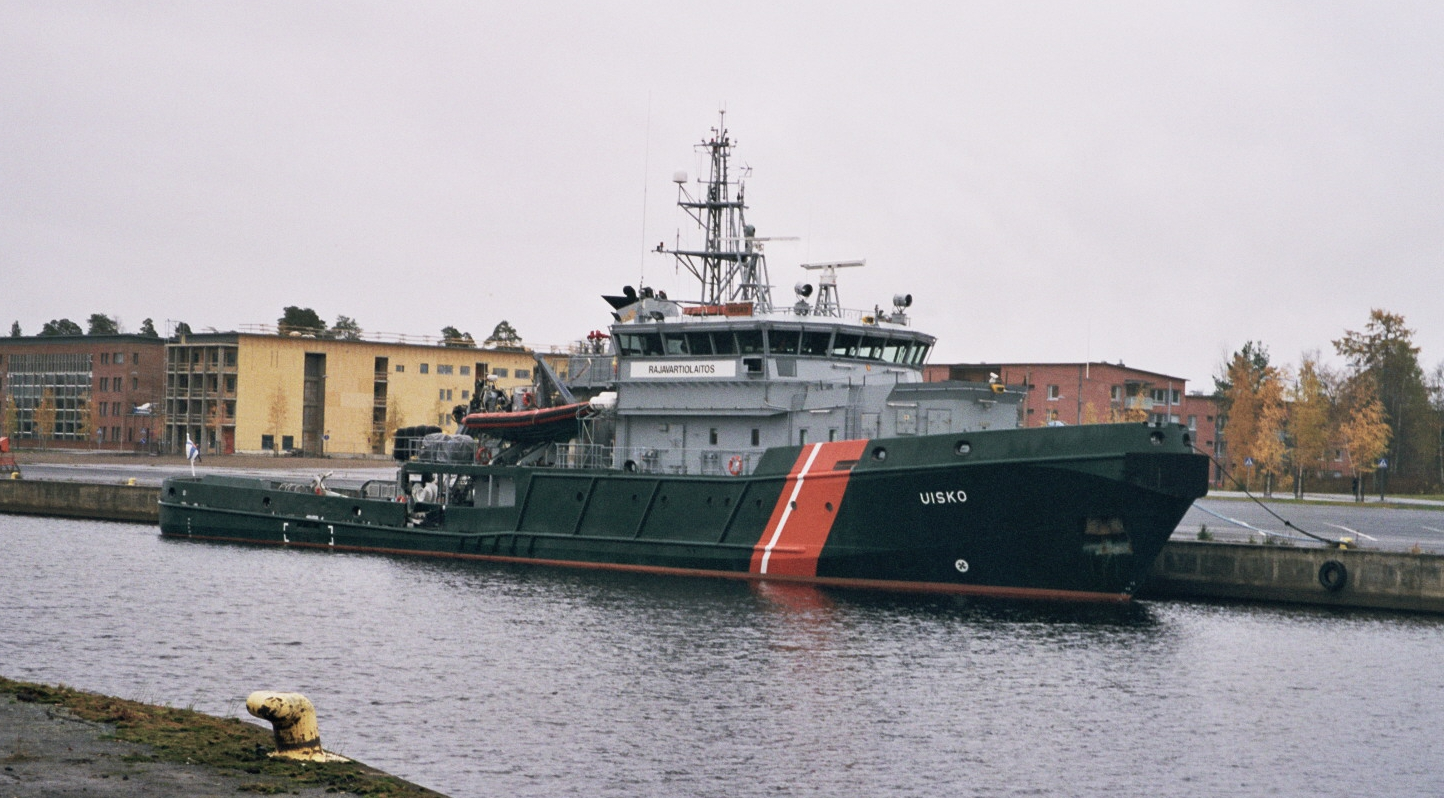
Uisko

- Třída RV20 (15 ks) – pobřežní hlídková loď

- Třída PV11 (15 ks) – hlídková člun

- Třída PV08 (21 ks) – hlídková člun

- Vznášedla Griffon 2000TD (6 ks)

### Letouny
- Dornier Do 228 (2 ks)
- Eurocopter H215 Super Puma (5 ks)
- Agusta-Bell AB 412 (4 ks)
- Agusta-Bell AB 412EP (1 ks)
- AgustaWestland AW119 Ke Koala (4 ks)

## Plánované akvizice
- Hlídkové lodě (2 ks) – Náhrada třídy Tursas. Ve stavbě od roku 2024. Přijetí do služby plánováno na roky 2025–2026.[6][7]
- Bombardier Challenger 650 (2 ks) – Námořní průzkumný letoun. Program MVX. Náhrada za typ Do 228. Dodavatel Sierra Nevada Corporation. Dodávky plánovány na roky 2026–2027.[8]